# Route nationale 350a
La route nationale 350A, ou RN 350A, était une route nationale française reliant le Croisé-Laroche (Marcq-en-Barœul) à Wattrelos et à la Belgique. Elle suit le Grand Boulevard qui va de Lille à Roubaix par le Croisé-Laroche.
À la suite de la réforme de la numérotation des routes nationales, la RN 350A a été renumérotée en RN 450. Le décret du 5 décembre 2005 prévoit que la RN 450 sera transférée au département du Nord : la RN 450 devient alors la RD 660.

## Tracé de Marcq-en-Barœul à Wattrelos et à Dottignies (D 660)
- Marcq-en-Barœul D 660
- Wasquehal
- Le Sart, quartier de Villeneuve-d'Ascq
- Croix
- Roubaix
- Wattrelos D 660
- Herseaux  Belgique N 512